# WTA German Open 1979
WTA German Open 1979 — жіночий тенісний турнір, що проходив на відкритих кортах з ґрунтовим покриттям Rot-Weiss Tennis Club у Берліні (Західна Німеччина). Належав до Colgate Series 1979 і тривав з 21 до 27 травня 1979 року.  Керолайн Столл здобула титул в одиночному розряді й отримала за це 20 тис. доларів США.

## Фінальна частина

### Одиночний розряд
Керолайн Столл —  Регіна Маршикова 7–6(7–4), 6–0

### Парний розряд
Розмарі Казалс /  Венді Тернбулл —  Івонн Гулагонг /  Керрі Рід 6–2, 7–5

## Розподіл призових грошей
| Дисципліна       | П       | F       | ПФ     | ЧФ     | 1/8    | 1/16 |
| Одиночний розряд | $20,000 | $10,000 | $5,400 | $2,300 | $1,200 | $600 |